# Neutron
Neutron è un personaggio immaginario protagonista di una omonima serie a fumetti ideata da Guido Crepax nel 1965; nella stessa serie esordisce come comprimario il personaggio di Valentina che poi ne prenderà il posto come personaggio principale.

## Caratterizzazione del personaggio
Il personaggio è l'alter ego di Philip Rembrandt, un critico d'arte e investigatore dilettante che ha il potere di immobilizzare persone e oggetti con lo sguardo; ha una fidanzata di nome Valentina che poi diverrà la vera protagonista della serie facendo divenire Philip un semplice comprimario.

## Storia editoriale
La serie esordisce in Italia sulla rivista linus nel secondo numero, pubblicato a maggio 1965.

## Elenco degli episodi
Storie della serie Neutron:
- 1965 - La curva di Lesmo
- 1966 - I Sotterranei
- 1966 - Ciao, Valentina!
- 1967 - La discesa
- 1967 - Un poco Loco

In veste di compagno di Valentina, Philip Rembrandt compare in numerose altre storie della serie ed in particolare ha un ruolo da protagonista in Rembrandt e le streghe e Nessuno.